# Milovan Jakšić
Milovan Jakšić (Cirílco serbio: Милован Jaкшић) (21 de septiembre de 1909 en Kolašin, Principado de Montenegro–25 de diciembre de 1953 en El Cairo, Egipto) fue un arquero yugoslavo, de origen serbio. Participó en la Copa Mundial de Fútbol de 1930; jugando 3 partidos y recibiendo 7 goles.

## Trayectoria
- 1930: FK BASK Belgrado
- 1931-1932: ND Ilirija 1911
- 1934-1935: Sportovní Klub Slavia Praga
- 1936-1939: FK BASK Belgrado